# Приспивна песен
Приспивната песен (още люлчина песен), е успокояваща песен или музикално произведение, което обикновено се играе за (или се пее на) деца. Целите на приспивните песни са различни. В някои общества приспивните песни се използват за предаване на културни знания или традиции. Освен това често се използват за развиване на комуникативни умения, индикация за емоционални намерения, поддържане на неразделено внимание на бебетата, модулация на възбудата на бебетата и регулиране на поведението им. Може би едно от най-важните приложения на приспивните песни е като помощ за приспиване на бебета. В резултат на това музиката често е проста и повтаряща се. Приспивните песни могат да бъдат намерени в много страни и съществуват от древни времена.

## Етимология
Терминът (на английски: lullaby – „приспивна песен“) произлиза от средноанглийското lullen („да се успокоим“) и от by[e] (в смисъла на „близо“); за първи път е записан около 1560 г.
Една народна етимология извлича произхода на lullaby от „Lilith-Abi" (на иврит „Lilith, begone").В еврейската традиция Лилит е демон, за когото се смята, че краде детски души през нощта. За да се предпазят от Лилит, еврейските майки окачват четири амулета на стените на детската стая с надпис „Lilith – abei“ („Лилит – отмини“).